# دنیل مک‌کانل (دوچرخه‌سوار)
دنیل مک‌کانل (انگلیسی: Daniel McConnell؛ زادهٔ ۹ اوت ۱۹۸۵) دوچرخه‌سوار اهل استرالیا است.
از باشگاه‌هایی که در آن بازی کرده‌است می‌توان به تیم ترک-سگافردو اشاره کرد.
وی در مسابقات کشوری و بین‌المللی در مجموع برندهٔ ۱ مدال نقره، ۲ مدال برنز شده‌است.